# عدسة محدبة

العدسة المحدبة

العدسة المحدبة (بالإنجليزية: Convex lens)‏ تستخدم كعدسة مكبرة، فإنها تجمع الضوء، فإذا وضع جسم بين العدسة وبؤرتها يرى الناظر من الجهة الأخرى للعدسة صورة مكبرة للجسم على بعد يزيد عن بعد الجسم الفعلي عنها، أما إذا وضع الجسم على بعد من العدسة يزيد عن بعدها البؤري فإنك لن ترى له أي صورة. ولكن يمكنك تلقي صورة حقيقية له (مقلوبة رأسا على عقب) على ورقة أو ستارة في الجهة الأخرى من العدسة. خاصة إذا كان الجسم منيرا أو جيد الإضاءة. اما في حالة العدسة المقعرة فهي على العكس من ذلك، فهي تستخدم لتصغير الصورة، حيث أن العدسة المقعرة تكوّن صورة للجسم تقديرية معتدلة (غير مقلوبة) مصغّرة وفي نفس الجهة التي فيها الجسم وايضا تعمل العدسة المقعرة على تفريق الاشعة.